# 保罗·邦当
保罗·邦当（法語：Paul Bontemps，1902年11月16日—1981年4月25日），法国男子田径运动员。他曾代表法国参加1924年夏季奥林匹克运动会田径比赛，获得男子3000米障碍赛铜牌和男子3000米团体赛第四名。